# Боровская, Анна Каземировна
Боровская, Анна Казимировна (1901—1984) — советский художник-график, иллюстратор, литограф, плакатист. Член МОССХ (1932).
Родилась в селе Конево Александрово-Каргопольского уезда. Училась в Вологодском художественном техникуме (1920—1922).
Обучалась в Москве во ВХУТЕМАСе в период (1923—1929) на литографском отделении графического факультета. графического факультета у П. В. Митурича, Н. Н. Куприянова, П. И. Львова и И. И. Нивинского. В училище изучала станковую и промышленную графику. Специализировалась на техниках литографии и офорта.
Выполняла макеты поздравительных открыток, оформляла настольные игры.
С 1928 года участница выставок. Член общества РОСТ (1929), ассоциаций АХР, ОМАХР (1930—1932)
Сотрудничала с московскими издательствами: ГИЗ, Детиздат, ОГИЗ, «Молодая гвардия», «Советский график».
Участник литературно-художественного кружка «Северный Парнас».
С начала 30-х годов Боровская работала в области общественно-политического плаката, исполнила ряд плакатов для Института санитарного просвещения.
В тридцатые годы создаёт серию плакатов посвященных технике безопасности при работе с электроприборами: «Включая электроприбор, не забудь его заземлить» (1931), «Будь осторожен, работая вблизи проводов!» (1932), «Включая провода, изолируй себя от земли. Искореняй несчастные случаи соблюдением мер предосторожности» (1932).
Её плакаты несут в себе интересные художественные решения Боровская использует аскетичную палитру, стилизует и упрощает рисунок, прибегает к обобщению формы. Её плакаты 1930-х годов близки работам художников ОСТ («Общество станковистов»).
В годы Великой Отечественной войны была медсестрой в эвакогоспитале, выезжала, работая над зарисовками, на Калининский фронт.
Графические произведения А. К. Боровской находятся во многих музейных собраниях, в том числе в ГТГ, ГМИИ, Тверской областной картинной галерее (ТОКГ); 370 произведений станковой и тиражной графики хранится в Картинной галерее города Красноармейска.
Плакаты художницы находятся в Государственном историческом музее (ГИМ), Государственном центральном музее современной истории России (ГЦМСИР), Пермской государственной художественной галерее (ПГХГ), Саратовском областном музее краеведения (СОМК), в частных коллекции.